# Кориљијано Скало (Козенца)
Кориљијано Скало је насеље у Италији у округу Козенца, региону Калабрија.
Према процени из 2011. у насељу је живело 15136 становника. Насеље се налази на надморској висини од 38 м.